# NGC 6068A
NGC 6068A is een lensvormig sterrenstelsel in het sterrenbeeld Kleine Beer. Het hemelobject werd op 6 december 1801 ontdekt door de Duits-Britse astronoom William Herschel.

## Synoniemen
- MCG 13-11-17
- KCPG 476A
- ZWG 354.30
- KAZ 52
- ZWG 355.4
- NPM1G +79.0130
- PGC 56363